# Alan Watts
Treść tego artykułu od 2024-08 może nie być zgodna z zasadami neutralnego punktu widzenia.
 Po wyeliminowaniu niedoskonałości należy usunąć szablon {{Dopracować}} z tego artykułu.

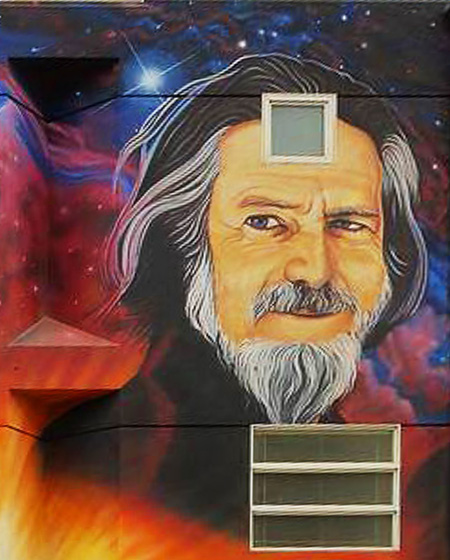

Alan Wilson Watts (ur. 6 stycznia 1915, zm. 16 listopada 1973) – brytyjski filozof, pisarz, mówca. Znany ze swych badań porównawczych religii, tłumacz i popularyzator filozofii Wschodu na Zachodzie.
Jest autorem ponad 25 książek i licznych artykułów dotyczących tożsamości osobistej, natury rzeczywistości, wyższej świadomości, sensu życia, pojęć i obrazów Boga, niematerialnego wymiaru szczęścia. Jego książki dotyczą własnych doświadczeń w studiowaniu wschodniej i zachodniej religii i filozofii.

## Dzieciństwo
Watts urodził się w rodzinie należącej do klasy średniej w ówczesnej wsi Chislehurst w Anglii w 1915 roku, na Holbrook Lane 3 (obecnie 5). Jego ojciec był reprezentantem londyńskiego biura firmy Michelin, matka gospodynią domową. Z powodu skromnych środków finansowych rodzice Wattsa zdecydowali się żyć w środowisku wiejskim, gdzie ich jedyny syn, Alan, dorastał, poznając otaczającą przyrodę.
Na jego zainteresowania „rzeczami ponadnaturalnymi” wpłynęły prawdopodobnie tradycje religijne ze strony rodziny matki (jej ojciec był anglikańskim misjonarzem) oraz lektura książek o tajemniczym Dalekim Wschodzie.
Watts pisał później o swego rodzaju mistycznej wizji, której jako dziecko doznał podczas gorączki. W tym czasie był pod wpływem malarstwa Dalekiego Wschodu, którego źródłem stały się pejzaże i gobeliny podarowane jego matce przez anglikańskich misjonarzy powracających z Chin. Kilka chińskich obrazów Watts zobaczył w Anglii i, jak napisał w autobiografii, był „zafascynowany estetyką klarowności, przejrzystości i przestrzeni niektórych obrazów w sztuce chińskiej i japońskiej. Sprawiały wrażenie, że płyną...”. Te dzieła sztuki podkreślały stosunek człowieka uczestniczącego w przyrodzie – temat, który towarzyszył mu przez całe życie.

### Buddyzm
We własnych oczach Watts miał bogatą wyobraźnię oraz był uparty i rozmowny. Jako dziecko został wysłany do szkoły z internatem, która obejmowała zarówno naukę świecką, jak i religijną. W wieku nastoletnim wakacje spędzał często we Francji w towarzystwie Francisa Croshawa, bogatego epikurejczyka interesującego się zarówno buddyzmem, jak i mało znanymi aspektami kultury europejskiej. Niedługo potem Watts poczuł, że zmuszony jest wybrać pomiędzy chrześcijaństwem anglikańskim, wiarą, w której się wychował, a buddyzmem, o którym czytał w różnych bibliotekach. Wybrał buddyzm i stał się członkiem ustanowionej przez teozofów loży buddyjskiej w Londynie, której przewodniczył ówcześnie adwokat Christmas Humphreys. Watts został sekretarzem organizacji w 1931, mając 16 lat. W ciągu tych lat młody Watts zbadał kilka stylów medytacji.

### Wykształcenie
Watts uczęszczał do King’s School w Canterbury. Gdy ukończył szkołę średnią, Watts podjął pracę w drukarni, a później w banku. Spędzał swój wolny czas w Loży buddyjskiej, a także pod opieką „guru Rascal” o imieniu Dimitrij Mitrinović (Mitrinović sam był pod wpływem Piotra Uspienskiego, Georgija Gurdżijewa i zróżnicowanej szkoły psychoanalizy Freuda, Junga i Adlera). Watts również czytywał różne książki dotyczące filozofii, historii, psychologii, psychiatrii i mądrości Wschodu.

### Wpływy pierwszej publikacji
Pobyt w Londynie zapewnił mu znaczną liczbę możliwości rozwoju osobistego. Poprzez Humphreysa poznał autorów książek o duchowości (np. Mikołaj Roerich, dr Sarvaepalli Radhakrishnan) i znanych teozofów, jak Alice Bailey. W 1936 roku, w wieku 21 lat, wziął udział w Światowym Kongresie Wiary na Uniwersytecie Londyńskim, tam usłyszał też o Daisetz Teitaro Suzuki, by potem spotkać tego cenionego znawcę buddyzmu zen. Oprócz tych rozmów i spotkań osobistych, pochłonięty był analizowaniem dostępnej literatury naukowej, podstawowych pojęć i terminologii głównych filozofii Indii i Azji Wschodniej. W 1936 roku Watts opublikował pierwszą książkę, Duch zen. Później przyznał się, że sugerował się w niej w dużej mierze pismami Suzuki.
W 1938 roku ożenił się z Eleanor Everett, której matka, Ruth Fuller Everett, była związana z tradycyjnym kręgiem zen w Nowym Jorku. W roku 1939 Watts wraz z żoną przeprowadził się do Stanów Zjednoczonych. Kilka lat później Ruth Fuller wyszła za mistrza zen (rōshi), Sokei-Sasaki, niejako mentora Alana Wattsa, który jednak nie zdecydował się odbyć formalnego szkolenia pod jego okiem.
Z późniejszych dzieł Wattsa wynika, że w tym okresie doznał on kolejnego doświadczenia mistycznego podczas spaceru z żoną.

### Kapłaństwo
Watts nie ukończył formalnego wykształcenia zen w Nowym Jorku, ponieważ nie odpowiadały mu metody nauczyciela. Mimo że nie został wyświęcony na mnicha zen, czuł potrzebę znalezienia ujścia dla swoich zawodowych filozoficznych skłonności. Poszedł do anglikańskiej (biskupiej) szkoły w Seminarium Duchownym w Evanston (Illinois), gdzie studiował pisma chrześcijańskie, teologię i historię Kościoła. Starał się wypracować połączenie współczesnego kultu i mistycyzmu chrześcijańskiego oraz filozofii Azji. Watts otrzymał tytuł magistra teologii w odpowiedzi na tezę, którą opublikował w popularnej pozycji pod tytułem „Behold the spirit”. Otrzymał honorowy tytuł doktora teologii na uniwersytecie w Vermont za swoje prace z teologii komparatywnej. Watts nie ukrywał swojej niechęci do różnych aspektów religii, surowości, pogrążenia w poczuciu winy, czy agresywnego prozelityzmu – niezależnie od tego czy dotyczyły judaizmu, chrześcijaństwa, hinduizmu, czy buddyzmu.
Przyjął święcenia kapłańskie w roku 1945, mając 30 lat, jednak zrezygnował z posługi w roku 1950. Przyczynił się do tego romans, po którym żona Wattsa wniosła o stwierdzenie nieważności małżeństwa. W Nowy Rok poznał Josepha Campbella, jego żonę Jean Erdman i Johna Cage’a.
Wiosną 1951 roku Watts przeniósł się do Kalifornii, gdzie dołączył do wydziału Amerykańskiej Akademii Studiów Azjatyckich w San Francisco. Wykładał tam obok Saburō Hasegawy, Fryderyka Spiegelberga, Haridasa Chaudhuriego, lama Tokwan Tada i różnych ekspertów oraz profesorów wizytujących. Zwłaszcza od Hasegawy uczył się japońskich zwyczajów, sztuki, prymitywizmu i postrzegania natury.
Watts studiował także pismo chińskie i uprawiał chińską kaligrafię wraz z Hasegawą. Specjalizował się w buddyzmie zen, jednak interesował się również wedantą, fizyką kwantową, cybernetyką, semantyką, filozofią procesu, historią naturalną i antropologią seksualności.

## Lata późniejsze
W połowie lat 50., po kilku latach spędzonych na Akademii, opuścił wydział, żeby rozpocząć niezależną karierę. W 1953 roku zaczął prowadzić cotygodniowy program radiowy w Radio Pacifica w Berkeley, który prowadził do śmierci w 1973 roku. Podobnie jak inni dziennikarze był wolontariuszem w sponsorowanej przez słuchaczy stacji. Zdobyła ona dużą popularność w San Francisco Bay Area. Audycje te były później realizowane przez dodatkowe stacje Pacifica, a także retransmitowane wiele razy w ciągu dekady po jego śmierci. Oryginalne taśmy są w posiadaniu Pacifica Radio Archives.
W roku 1957, kiedy miał 42 lata, opublikowana została jedna z najbardziej znanych książek pisarza, Droga Zen, która koncentrowała się na filozoficznych eksplikacjach i historii. Ponadto w oparciu o styl życia i filozoficzne tło zen, w Indiach i Chinach, Watts przedstawił pomysły zaczerpnięte z semantyki ogólnej (bezpośrednio z pism Alfreda Korzybskiego, a także od Norberta Wienera, pioniera niedawno opublikowanych prac nad cybernetyką). Watts przedstawił analogie pomiędzy cybernetycznymi zasadami a praktyką zen. Książka sprzedawała się dobrze, w końcu stała się klasyką gatunku i pomogła poszerzyć zainteresowanie filozofią zen.
W tym czasie był w trasie w Europie razem z ojcem, gdzie spotkał znanego psychiatrę Carla Junga. Kiedy odnosił się do współczesnej psychologii, zbliżał się bardziej do Junga czy Abrahama Maslowa, niż do Freuda.

### Eksperymenty
Po powrocie do Stanów Zjednoczonych podejmował próby przeżycia doznań psychodelicznych, początkowo dzięki podanej mu przez dr Oscara Janigera meskalinie. Kilka razy próbował LSD z różnymi zespołami badawczymi, prowadzonymi przez dr Keith Ditman, Sterling Bunnell, Michaela Agrona. Próbował również marihuany i stwierdził, że jest ona interesującym i użytecznym środkiem psychoaktywnym, który wywołuje wrażenie spowolnienia czasu. Swoje wrażenia z zażywania narkotyków opublikował w latach 60. Jego komentarz na temat zażywania środków psychodelicznych brzmiał: „Kiedy już otrzymasz wiadomość, odłóż słuchawkę. Prostym jest, że substancje psychoaktywne odgrywają rolę instrumentu, jak mikroskop, teleskop czy telefon. Biolog nie siedzi nieskończenie z okiem przyklejonym do mikroskopu, lecz patrzy chwilowo przez okular, by następnie pracować nad tym, co zobaczył”.
Przez pewien czas Watts wolał posługiwać się językiem współczesnej nauki i psychologii (Psychoterapia Wschodu i Zachodu jest dobrym przykładem) i szukał związku pomiędzy przeżyciami mistycznymi a teorią wszechświata materialnego proponowaną przez współczesnych mu fizyków. Później utożsamiał mistykę z doświadczeniami świadomości ekologicznej i zwykle wybierał podejście, które najlepiej nadawało się do szerszej publiczności.

### Zwolennicy i krytycy
Poszukiwania i nauczanie Wattsa przyniosło mu kontakt z wieloma intelektualistami, artystami i amerykańskimi nauczycielami w Ruchu Potencjału Człowieka. Jego przyjaźń z poetą Garym Snyderem kultywowała sympatie dla Ruchu Ekologicznego, dla którego Watts dał filozoficzne wsparcie.
Choć nie był na długo związany z żadną instytucją akademicką, korzystał przez kilka lat ze stypendium na Uniwersytecie Harvarda. Wygłaszał wykłady na wielu uczelniach. Jego wykłady i książki wywarły dalekosiężny wpływ na amerykańską inteligencję lat 1950–1970, jednak Watts był często postrzegany jako outsider w środowisku akademickim. Podczas ostrej wymiany zdań w czasie swego wykładu na Uniwersytecie Kalifornijskim w Santa Cruz w 1970 roku Watts stwierdził, że nie jest filozofem akademickim, a raczej „artystą-filozofem”.
Watts był krytykowany przez buddystów, takich jak rōshi Philip Kapleau, John Daido Loori i Daisetz Teitaro Suzuki za rzekomo błędną wykładnię kilku kluczowych pojęć buddyzmu zen. Krytykowany był m.in. za przekonanie, że zazen nie oznacza siedzenia w ściśle określonej pozycji, a raczej wyćwiczony stan umysłu, który można osiągnąć w dowolnej sytuacji. Kapleau napisał, że Watts odrzucił zazen na podstawie połowy kōanu. W odniesieniu do wyżej wymienionego kōanu Robert Aitken oznajmił, iż Suzuki powiedział mu: „Z przykrością stwierdzam, że Pan Watts nie rozumie tej historii”. W tłumaczeniu Looriego z Shōbōgenzō, autor wspomina o tym i sugeruje, że zen w swej istocie polega na zazen, i nie można pojąć go bez praktyki.

### Estetyka stosowana
Watts nawiązywał często do grupy sąsiadów z Druid Heights (koło Mill Valley, stan Kalifornia), którzy starali się za pomocą architektury, ogrodnictwa i stolarstwa stworzyć dla siebie piękne i wygodne życie. Druid Heights zostało założone przez pisarkę Elsę Gidlow, której Watts zadedykował autobiografię.
Watts pragnął zmniejszyć alienację, doświadczenie towarzyszące według niego człowiekowi Zachodu, oraz (podobnie jak jego rodak i przyjaciel, Aldous Huxley), łagodzić krzywdy powstałe z powodu odcięcia się człowieka od przyrody. Czuł, że może dzięki temu choć trochę ulepszyć świat. Opracował również pomysły na szersze wykorzystanie estetyki w amerykańskim stylu życia (np.: lepsza architektura, więcej sztuki, więcej wyrafinowanej kuchni). W autobiografii In My Own Way pisał: „odnowa kultury może mieć miejsce, gdy mieszają się kultury wysoce zróżnicowane”.

## Późna działalność
W pismach z lat 50. wyrażał podziw dla praktyczności chan (zen) na Dalekim Wschodzie, gdyż wspomagał rozwój rolnictwa, architektury, budownictwa, medycyny ludowej, sztuki i administracji wśród mnichów żyjących w klasztorach swoich szkół.
W wieku dojrzałym Watts przedstawiał się jako „buddysta zen”, jak pisał w swojej ostatniej książce: Tao: The watercourse way. Interesował się wychowaniem dzieci, sztuką, kuchnią, edukacją, prawem, architekturą, seksualnością i możliwościami wykorzystania technologii.
Na poziomie indywidualnym, Watts starał się rozwiązać kwestię swojego odejścia od instytucji małżeństwa i wartości społeczeństwa amerykańskiego.
W kwestiach społecznych, Watts zauważał konieczność osiągnięcia pokoju międzynarodowego, tolerancji i zrozumienia pomiędzy różnymi kulturami. Poruszał również problematykę ekologiczną, na przykład na początku 1960 roku pisał: „Czy przetapianie lub spalanie może zlikwidować stale rosnące góry śmieci, tym bardziej że to, co wytwarzamy i produkujemy, zaczyna przypominać śmieci, zanim jeszcze wyrzucimy je w błoto?”. Obawy te zostały później wyrażone w programie telewizyjnym w National Education Television nakręconym w jego posiadłości górskiej w 1971 roku, w którym stwierdził, że świadome koncentrowanie uwagi na pojedynczym zjawisku nie nadaje się do interakcji ze skomplikowanym światem.

### Stanowisko polityczne
W swoich pismach nawiązywał do tego, że przeszedł od republikańskiego konserwatyzmu do bardziej liberalnej perspektywy prawnej i politycznej. Jednak nie ufał zarówno politycznej lewicy, jak i prawicy, więc znalazł inspirację w chińskiej księdze Zhuangzi. Nie opowiadało mu wiele aspektów powszechnie pojmowanej idei postępu. Wolał swojskie, częściowo izolowane enklawy społeczne obszarów wiejskich, jak również wierzył w tolerancję dla mniejszości seksualnych, wyrzutków społecznych i ekscentrycznych artystów. Watts potępiał urbanizację terenów wiejskich i towarzyszący jej styl życia.
W jednym z wykładów, który Watts zatytułował The End to the Put-Down of Man, filozof przedstawił pozytywny wizerunek zarówno przyrody, jak i człowieka, pozytywnie opisywał różne etapy rozwoju jednostki (w tym młodzieńczych lat), potępiał nadmierny cynizm i rywalizację, wychwalał inteligencję, kreatywność, dobrą architekturę i żywność.

### Tożsamość społeczna i duchowa
Watts uważał, że moralność absolutna nie ma nic wspólnego z podstawową realizacją głębokiego duchowego spełnienia. Opowiadał się za etyką ogólnospołeczną zamiast osobistą. W swoich pismach był coraz bardziej zaniepokojony stosunkiem człowieka do natury oraz rządu do obywateli. Pisał z uznaniem o rasowym i kulturowym zróżnicowaniu krajobrazu społecznego. Często mówił, że chce przerzucić most między starym i współczesnym, między Wschodem a Zachodem, między kulturą a naturą.
Został profesorem i dziekanem Amerykańskiej Akademii Studiów Azjatyckich w San Francisco, prowadził telewizyjny serial „Mądrość Wschodu i Nowoczesne Życie” dla Narodowej Telewizji Edukacyjnej oraz pracował jako konsultant wizytujący w instytucjach psychiatrycznych i szpitalach. W połowie lat 60. dużo podróżował ze swymi studentami po Japonii, odwiedził także Birmę, Cejlon i Indie. Studiował również niektóre układy z tradycyjnej chińskiej sztuki walki taijiquan z kolegą z Azji Chung-Liang Al Huangiem.

### Wizja świata
W wielu późniejszych publikacjach, zwłaszcza w Beyond Theology i książce Taboo Against Knowing Who You Are, Watts przedstawiał wizję świata czerpiącą z hinduizmu, filozofii Chin, panteizmu i nauki współczesnej. Zakłada ona, że wszechświat polega na zabawie w chowanego kosmicznej jaźni, która ukrywa się przed samą sobą (Maja) poprzez stawanie się wszystkimi żywymi i nieożywionymi rzeczami we wszechświecie i zapomina kim naprawdę jest. W rezultacie wszyscy jesteśmy ową maskującą się jaźnią. Zgodnie z tą wizją, twierdzi Watts, nasza koncepcja człowieka jako „ego w torbie skóry” jest mitem, jako że podmioty, które nazywamy odrębnymi, w rzeczywistości są jedynie częściami czy aspektami całości.

## Życie prywatne
Alan Watts był trzykrotnie żonaty i miał siedmioro dzieci: pięć córek i dwóch synów.
Watts poznał przyszłą pierwszą żonę, Eleanor Everett, kiedy jej matka, Ruth Fuller Everett, sprowadziła ją do Londynu na naukę gry na fortepianie. Spotkał ją w loży buddyjskiej w 1936 roku, zaręczyli się rok później i pobrali w kwietniu 1938 roku. W listopadzie 1938 urodziła się im pierwsza córka, Joan, a druga, Anne – w 1943 roku. Związek z Eleanor zakończył się jedenaście lat później, ale Watts kontynuował korespondencję z byłą teściową.
W 1950 roku poślubił Dorothy DeWitt i na początku roku 1951 przeprowadził się do San Francisco, aby nauczać. Urodziło im się pięcioro dzieci: Tia, Mark, Richard, Lila oraz Diane. W czasie gdy wykładał w Nowym Jorku, Watts poznał Mary Jane Yates King. Watts rozwiódł się z DeWitt i w 1964 roku wziął ślub z King. Żyli na łodzi w Sausalito w Kalifornii oraz w domu w Druid Heights na zboczu Mount Tamalpais w pobliżu San Francisco.

## Śmierć
Obciążony obowiązkami społecznymi i finansowymi, Watts był uzależniony od alkoholu, co prawdopodobnie skróciło czas trwania jego życia. W październiku 1973 wrócił z wyczerpującej trasy po Europie, a 16 listopada 1973 roku, w wieku 58 lat, zmarł we śnie w swoim domu na Mount Tamalpais z powodu niewydolności serca.

## Książki
1. 1936 The Spirit of Zen, 1969, ISBN 0-8021-3056-9 (miękka okładka)
2. 1937 The Legacy of Asia and Western Man
3. 1940 The Meaning of Happiness, 1970, ISBN 0-06-080178-6 (miękka okładka)
4. 1944 Theologica Mystica of St. Dionysius
5. 1948 Behold the Spirit: A Study in the Necessity of Mystical Religion, Vintage, 1972, ISBN 0-394-71761-9.
6. 1950 Easter – Its Story and Meaning
7. 1950 The Supreme Identity, Vintage, 1972, ISBN 0-394-71835-6.
8. 1951 The Wisdom of Insecurity, Vintage, 1968, ISBN 0-394-70468-1.
9. 1953 Myth and Ritual in Christianity, Beacon Press, 1971, ISBN 0-8070-1375-7.
10. 1957 The Way of Zen, Vintage Spiritual Classics, 1999, ISBN 0-375-70510-4.
11. 1958 Nature, Man, and Woman, Vintage reissue, 1991, ISBN 0-679-73233-0.
12. 1959 Beat Zen Square Zen and Zen, ASIN B000F2RQL4 (miękka okładka)
13. 1960 „This Is It” and Other Essays on Zen and Spiritual Experience, Vintage reprint, 1973, ISBN 0-394-71904-2.
14. 1961 Psychotherapy East and West, Vintage, 1975, ISBN 0-394-71609-4.
15. 1962 The Joyous Cosmology – Adventures in the Chemistry of Consciousness
16. 1963 The Two Hands of God – The Myths of Polarity
17. 1964 Beyond Theology – The Art of Godmanship, Vintage 1973, ISBN 0-394-71923-9.
18. 1966 The Book – On the Taboo Against Knowing Who You Are, Vintage reissue 1989, ISBN 0-679-72300-5.
19. 1967 Nonsense, ISBN 0-525-47463-3.
20. 1970 Does It Matter? Essays on Man’s Relation to Materiality, Vintage, 1971, ISBN 0-394-71665-5.
21. 1971 Erotic Spirituality – The Vision of Konarak
22. 1972 The Art of Contemplation
23. 1972 In My Own Way – An Autobiography 1915-1965, Vintage, 1973, ISBN 0-394-71951-4.
24. 1973 Cloud-hidden, Whereabouts Unknown: A Mountain Journal, Vintage, 1974, ISBN 0-394-71999-9.

### Pośmiertne publikacje
1. 1974 The Essence of Alan Watts, Celestial Arts 1977, ISBN 0-89087-210-4.
2. 1975 Tao: The Watercourse Way, with Al Chung-Liang Huang, Pantheon 1977, ISBN 0-394-73311-8.
3. 1976 Essential Alan Watts
4. 1978 Uncarved Block, Unbleached Silk: The Mystery of Life
5. 1979 Om: Creative Meditations
6. 1982 Play to Live
7. 1983 Way of Liberation: Essays and Lectures on the Transformation of the Self
8. 1985 Out of the Trap
9. 1986 Diamond Web
10. 1987 The Early Writings of Alan Watts, 1995, ISBN 0-89087-794-7 (miękka okładka)
11. 1990 The Modern Mystic: A New Collection of Early Writings
12. 1994 Talking Zen
13. 1995 Become What You Are, Shambhala Expanded ed. 2003, ISBN 1-57062-940-4.
14. 1995 Buddhism: The Religion of No-Religion
15. 1995 The Philosophies of Asia
16. 1995 The Tao of Philosophy, edytowane stenogramy, Tuttle Publishing 1999, ISBN 0-8048-3204-8.
17. 1996 Myth and Religion
18. 1997 Taoism: Way Beyond Seeking
19. 1997 Zen and the Beat Way
20. 1998 Culture of Counterculture
21. 1999 Buddhism: The Religion of No-Religion, edytowane stenogramy, Tuttle Publishing, ISBN 0-8048-3203-X.
22. 2000 What Is Zen?, editor: Mark Watts, New World Library, ISBN 0-394-71951-4.
23. 2000 What Is Tao?, ed. Mark Watts, New World Library, ISBN 1-57731-168-X.
24. 2000 Still the Mind: An Introduction to Meditation, ed. Mark Watts, New World Library, ISBN 1-57731-214-7.
25. 2000 Eastern Wisdom, ed. Mark Watts, MJF Books, ISBN 1-56731-491-0.

### Audio, video, teksty
Nagrania wykładów z dużych uniwersytetów i wielu seminariów
1. 1960 Eastern Wisdom in Modern Life (seria telewizyjna)
2. 1960 Essential Lectures (nagrania audio)
3. 1960 Nature of Consciousness (esej)
4. 1960 The Value of Psychotic Experience
5. 1960 The World As Emptiness
6. 1960 From Time to Eternity
7. 1960 Lecture on Zen
8. 1960 The Cross of Cards
9. 1960 Taoism
10. 1962 This Is IT
11. 1968 Psychedelics & Religious Experience
12. 1969 Why Not Now: The Art of Meditation
13. 1994 Zen: The Best of Alan Watts (VHS)
14. 2005 Do You Do It, or Does It Do You?: How to Let the Universe Meditate You (CD)
15. 2007 Zen Meditations with Alan Watts (DVD)

### Inne książki
Monica Furlong Genuine Fake: a Biography of Alan Watts (Heinemann, 1986)